# Landesregierung Grauß II
Die Landesregierung Grauß II bildete die Tiroler Landesregierung während der IIII. Gesetzgebungsperiode. Die Landesregierung unter Landeshauptmann Alois Grauß wurde am 24. November 1953 gewählt und amtierte bis zum 12. November 1957.
Die Österreichische Volkspartei (ÖVP) hatte bei der Landtagswahl 1953 ursprünglich den Anspruch auf fünf von sieben Regierungssitzen erworben, darunten den Landeshauptmann, einen Landeshauptmann-Stellvertreter und drei Landesräte stellte. Auch die Sozialdemokratische Partei Österreichs (SPÖ) war auf Grund des Proporzsystems mit einem Landeshauptmann-Stellvertreter in der Landesregierung vertreten, die Wahlpartei der Unabhängigen stellte einen Landesrat.
Während Landeshauptmann Grauß mit 33 der 36 möglichen Stimmen (bei zwei leer abgegebenen Stimmen und einer Stimme für Hans Gamper) gewählt wurde, erfolgte die Wahl der übrigen Regierungsmitglieder nach dem Verhältniswahlrecht durch die schriftliche Nominierung der Regierungsmitglieder durch die zwei Landtagsklubs von ÖVP und SPÖ. Nachdem der Verfassungsgerichtshof 1954 Stimmen der ÖVP für ungültig erklärt hatte, wanderte ein Regierungssitz von der ÖVP zum mit der ÖVP verbundenen Arbeiter-, Angestellten- und Beamtenbund (AAB), sodass in der Folge Alois Lugger (ÖVP) am 25. Mai 1954 aus der Regierung ausscheiden musste. Für ihn rückte noch am selben Tag der ehemalige ÖVP-Landeshauptmann-Stellvertreter Hans Gamper (nun AAB) als Landesrat in die Regierung nach.

## Regierungsmitglieder
| Amt                                                     | Name               | Partei | Geschäftsfelder |
| ------------------------------------------------------- | ------------------ | ------ | --------------- |
| Landeshauptmann                                         | Alois Grauß        | ÖVP    |                 |
| Landeshauptmann-Stellvertreter                          | Josef Anton Mayr   | ÖVP    |                 |
| Landeshauptmann-Stellvertreter                          | Franz Hüttenberger | SPÖ    |                 |
| Landesrat                                               | Franz Tschiggfrey  | ÖVP    |                 |
| Landesrat                                               | Eduard Wallnöfer   | ÖVP    |                 |
| Landesrat                                               | Hermann Egger      | WdU    |                 |
| Landesrat ab 25. Mai 1954                               | Hans Gamper        | AAB    |                 |
| Vorzeitig ausgeschiedene Mitglieder der Landesregierung |                    |        |                 |
| Landesrat bis 25. Mai 1954                              | Alois Lugger       | ÖVP    |                 |